# يوغي يو!
يوغي آوه (遊☆戯☆王 ,Yū☆gi☆ō! - ملك اللعبة بالمعنى الحرفي) سلسلة مانغا يابانية من تأليف كازكي تاكاهاشي، وأنتج منها فيما بعد سلسلة أنمي ولعبة أوراق تسمى مبارزة الوحوش والعديد من ألعاب الفيديو. وقد تمت دبلجة الأنمي للغة الإنجليزية واللغة العربية وعرض على قناة إم بي سي 3 وغيرها من القنوات العربية، ولقي شعبية واسعة في أوساط المهتمين بالأنمي في الوطن العربي، وانتشرت الألعاب والبطاقات المتعلقة بالمسلسل وانتشرت لعبة مبارزة الوحوش عبر الإنترنت.
وكذلك حصلت عدة بطولات في عدة أماكن في الوطن العربي والعالم.

## القصة
منذ زمن بعيد عندما كانت الأهرام ما تزال فتية، الملوك المصريين لعبوا لعبة ذات قوة كبيرة ومخيفة. لقد خاضوا معارك مع السحر والوحوش للثراء والمجد، ومن خلال ألعاب الظل اشتعلت حرب هددت بتدمير العالم. حتى أتى فرعون قوي وشجاع اسمه اتيم قام بسجن السحر الأسود، قام بسجنه للأبد من خلال قطع الألفية الأسطورية، ولكن حتى الأبدية لا تبقى للأبد.
لم يكن ليحصل ذلك أبدا ً، ولخمسة آلاف سنة لم يحصل أبدا ً، أسرار أحجية ألفية (و هي واحدة من سبع قطع ألفية) بقيت بعيدة المنال بشكل آمن من خلال تصميمها الهندسي الصعب والمميز.
ولكن بنسبة لصبي اسمه يوغي موتو، قد لعب القدر دورا ً لجمع هذ الأحجية وهذا الشخص معا ً.
وعندما حل يوغي موتو هذه الأحجية ارتبط مصيره بمصير فرعون يسكن داخل هذه الأحجية وهو الذي أنقذ العالم منذ 5000 سنة ! ولكن لسوء الحظ فإن هذا الفرعون قد فقد ذاكرته حتى أنه نسي اسمه الذي هزم به ألعاب الظل، واسمه الحقيقي اتيم، وبحل لغز الأحجية تعود ألعاب الظل من جديد لتنجز ما بدأت به منذ 5000 سنة لتدمير العالم !
بدئت قصة مبارزة الوحوش كان ماكس مليون بيغاسوس لديه زوجة أو حبيبة تسمي سيلسيليا هذه المراءة مرضت أو ماتت ولم يستطيع ان يستعيدها فعل المستحيل كي تعود للحياة وسمع عن سحر قديم يسمي بالالفية وبالفعل بدء يبحث عن اصل ذلك الشئ وتبع رجل مصري غريب يسمي شادي شادي اعطي بيغاسوس عين الألفية إحدى قطع الألفية.و هذه القطعة التي ساعدته علي إنشاء اوراق المبارزة ولكن تلك اللعبة ترجع جذورها لزمان طويل منذ 5 الاف سنة

### الموسم الأول
عدد الحلقات 49 حلقة عرضت في اليابان علي قناة طوكيو تي في من 18 أبريل 2000 حتي 3 أبريل 2001
وفي أمريكا علي قناة ونرر بروس كيدز من فترة 29 سبتمبر 2001 حتي 9 نوفمبر 2002
ينقسم هذا الموسم إلي جزئين الأول تحت اسم مملكة المبارزين حيث يحكي عن يوغي موتو أو يامي (الفرعون) الذي يجمع النجوم لمبارزة بيغاسوس جي كروفورد (ماكس مليون بيغاسوس) لإعادة جده سوغوركو (سولومون موتو)و في نفس الوقت يسعي المبارز كاتسويا جونوتشي (جوي ويلير) للفوز بجائزة ماليه لعلاج اخته شيزوكا (سيرنتي) وسيتو كايبا يريد ان يثائر من بيجاسوس الذي أخذ منه روح أخيه الأصغر موكوبا
عندما حل الفتى يوغي موتو سر الأحجية وربط مصيره بمصير الفرعون كان يجب عليه أن يواجه المتاعب ولكن لن يواجهها وحده بل كان معه أصدقاء وهم إنزو مازاكي (تيا غاردنر)، هوندا هيروتو (تريستن تيلور) وجوي.
في البداية تحدى المبارز سيتو كايبا بطل مبارزة الوحوش جد يوغي وهو البروفسور سلمون موتو عالم الآثار المصرية وهو يتملك متجر لبطاقات الوحوش، وكان هدف سيتو كايبا هو ورقة لدى سلمون موتو وهي التنين الأبيض أزرق العينين وهي ورقة نادرة لا توجد منها إلا أربع أوراق فقط ثلاث منها مع سيتو كايبا وأخرى مع سولومون موتو، وتبارز كايبا مع سولومون بعد إكراه كايبا لسولومون للمبارزة، وخسر سولومون المبارزة أمام كايبا ومزق كايبا ورقة التنين الأبيض أزرق العينين أمام جد يوغي مما أدى أن يوغي قرر أن يتحدى كايبا لينتقم لجده، وفاز يوغي على ستيو كايبا بواسطة ورقة تسمى (اكسوديا) وهذه الورقة مكونة من خمسة اوراق ولكن هاغا انسيكت (ويفيل اندرود) هو أحد الشخصيات في المسلسل يخدع يوغي ويرميها في البحر فيما بعد ونزع اللقب من كايبا، وهذا الأمر لفت الكثير من الناس ومنهم ماكس مليون بيغاسوس مخترع مبارزوة الوحوش، وحامل عين الألفية إحدى قطع الألفية.
بعدما هزم يوغي المبارز سيتو كايبا أرسل ماكس مليون بيغاسوس له شريط فديو ليبارز الفرعون من خلال شريط الفيديو وللأسف فاز بيغاسوس واخذ روح جد يوغي إلى مملكة الضلام أو مملكة الظل، وهذا دافع ليوغي للمشاركة في بطولة مملكة المبارزيين Duelist Kingdom ليحرر جده من مملكة الظل، وليهزم ماكس مليون بيغاسوس الذي هو أيضا يسعى وراءة أحجية يوغي.
يتمكن يوغي من هزيمة الكثير من المبارزين الاقوياء امثال ويفيل ومايكو تسونامي ونجح بجمع النجوم هو جوي وتقدما لمواجهة اصدقاء بيغاسوس (الاخوة بارا ودوكس وتقدموا للنهائيات حيث واجه جوي يوغي وانتصر يوغي علي جوي وفاز بفرصة لقاء بيجاسوس وبالفعل هزمه واعاد اطياف كايبا وموكوبا وجده
قواعد المبارزة في ذلك الجزء التضحية غير ضرورية لاستدعاء الوحش ذات المستويات العليا، نقطة الحياة 2000 نقطة الهجوم المباشر غير ممكن ومنصة المبارزة مربعا كبير الحجم يقف أحد اللعبين علي طرفه والآخر علي الطرف الآخر ويضعا الاوراق علي منصة المبارزة وهي مقسمة كالتالي 5 اماكن لاوراق الوحوش و 5 اماك لاوراق الفخ والسحر ومكان للمقبرة واخر لوضع مجموعة اللعب وتظهر الوحوش عبر جهاز للرؤية الواقعية مدمجا مع تلك المنصة كبيرة الحجم
الجزءالثاني يحكي عن اقلاب مجلس إدارة شركة كايبا ذو الوجهين، والمعروفين باسم البيج فايف
علي كايبا ونجح كل من يوجي واصدقائه من هزيمة وحش البيج فايف تنين الخمس رؤوس وحجزوهم في العالم الرقمي والحلقات الاخيرة تحكي عن فوز يوجي بعد معناه علي دوق دفلين (اوتوجي) بطل لعبة زنانة وحوش الزهر مما جعل دوق يعترف بانتصار يوجي علي بيغاسوس

### الموسم الثاني
عدد الحلقات 48 حلقة عرضت في اليابان علي قناة طوكيو تي في من 10 أبريل 2001 حتي 3 مارس 2002 وفي أمريكا علي قناة ونرر بروس كيدز من فترة 16 نوفمبر 2002 حتي 1 نوفمبر 2003 ويشمل الحلقات من 50 حتي الحلقة 97 
معركة المدينة (الإنجليزية: Battle City) هي بطولة لمبارزة الوحوش في أنمي ومانغا يوغي يوه، قام بتنظيمها سيتو كايبا للإيقاع بصائدي النوادر، حيث أخبرته إشيزو إشتار أن صائدو النوادر يملكون اثنتين من أوراق الآلهة المصرية وأعطته الورقة الثالثة، لذا نظم البطولة كي يستدرجهم للحصول على الورقتين منهم. بدأت البطولة في بداية الجزء الثاني من يوغي يوه، وانتهت بنهاية الجزء الثالث من نفس المسلسل. واستخدم في هذة البطولة قرص المبارزة هو نظام محمول مدعم بأجهزة عرض صور ثلاثية الأبعاد، وهو يستخدم في مبارزة الوحوش وفقاً لما جاء في الحلقات. مخترع القرص في المسلسل هو سيتو كايبا، وظهر لأول مرة في الجزء الأول حيث خاض به كايبا مبارزة مع كل من جوي ثم بيغاسوس وأخيراً يوغي. وفي الجزء الثاني ظهر الشكل المطور منه والذي تم استخدامه في بطولة معركة المدينة، وتطور شكله في الأجزاء التالية. قامت شركة كونامي بإنتاج نموذج لقرص المبارزة وطرحته للأسواق، لكن القرص المنتج لا يعرض الصور ثلاثية الأبعاد.
يتحدث هذا الجزء عن صراع يوجي موتو واصدقائه ضد ماريك اشتار ورجاله من صائدوا النوادر وينتهي هذا الجزء بانتصار يامي ماريك علي باكورا وإرسال باكورا الي مدينة الظل وقرر كايبا بان ياخذ منطاده للذهاب الي جزيرة شركة كايبا للعمل النهائيات
في هذا الجزء ظهرت قواعد مبارزة الوحوش التي تعمل بها اللعبة حتي الآن
- نقاط الحياة 4000 نقطة
-لايمكن الهجوم في الدور الأول
- لا يمكن الهجوم في الدور الأول للوحوش من نوعية الدمج
- لايمكن ان يستدعي وحش بـ 5 نجوم أو 6 نجوم بدون تضحية
- لا يمكن ان يستدعي وحش من 7 لـ 10 نجوم بدون تضحيتين
- والوحوش التي تملك 11 أو 12 نجمة تستدعي بـ3 تضحيات
- وحوش الدمج لاتستدعي الا بورقة الانصهار أو بوابة الدمج أو أي ورقة دمج
- توجد استنثئات لبعض الوحوش فيمكن ان يستدعي وحش مستوي 4 بتضحية وتوجد اوراق وحوش الطقوس هذه لاتستدعي الا بورقة طقوس وتضحية تساوي عدد نجوم الوحش

### الموسم الثالث
عدد الحلقات حسب التقسيم الإنجليزي 47 حلقة تبدء من الحلقة رقم 98 الي 144
مقسم لجزئين الأول تحت اسم ملحمة نوا عرض هذا الجزء في اليابان من 12 مارس 2002 حتي 27 أغسطس 2002 وفي أمريكا من فترة 1 نوفمبر 2003 حتي 14 أبريل 2004 هو معركة يوغي موتو واصدقائه ضد نوا كايبا أخو سيتو كايبا وموكوبا كايبا من والدهم بالتبني جوزابيرو كايبا وعصابة البيج فايف " نيثبت ولاشتير وجانسيلي وكرامب وجونسون " هم أحد عمال شركة كايبا الذين يريدون مساعدة نوا للسيطرة علي شركة كايبا وينتهي بفوز يوجي اصدقائه وكايبا علي نوا والبيج فايف وتدمير العالم الرقمي الذي صنعه جوزابيرو كايبا بمساعدة نوا
الجزء الثاني تحت اسم عودة الظلال أو عودة معركة المدينة
عرض هذا الجزء في اليابان من 27 أغسطس 2002 حتي 11 فبراير 2003 وفي أمريكا من فترة 1 مايو 2004 حتي4 ستمبر 2004
و هذا الجزء عبارة عن استكمال نهائيات معركة المدينة التي تنتهي بفوز يوغي موتو علي ماريك اشتار وفوزه باوراق الاهرام المصرية أو الوحوش المدمرة التي تسمي في النسخة اليابانية والإنجليزية أوراق الآلهة المصرية الثلاثة

### الموسم الرابع
اسم الموسم ايقظ التنانين أو يوغي ضد شر الاوريكالكوس
عدد الحلقات حسب التقسيم الإنجليزي 40 حلقة تبدء من الحلقة رقم 145 الي 185
عرض هذا الجزء في اليابان علي قناة طوكيو تي في من 18 فبراير 2003 حتي فترة 17 ديسمبر 2003
و في أمريكا من علي قناة وونر بروس كيدز 11 سبتمبر 2004 حتي فترة 28 مايو 2005
يحكي هذا الجزء عن حرب يوغي موتو ضد دارتز، الذي يستخدم سحر خاتم الأوريكالكوس وخدامه الثلاثة أليستر (اميلدا)، رافائيل، وفالون الذن يسعون الي ايصال الفوضى إلى العالم. يواجه يوغي موتو وجوي ويلير وكايبا الثلاثة، مستخدمًا بطاقات التنين الثلاثة الأسطورية هيرموس وكريتيوس وتينمايوس من عالم الوحوش. في هذه الأثناء، يكتسب "دارتز" ببطء السيطرة علي شركة كايبا التي يملكها سيتو كايبا بالإضافة إلى أرواح "يوجي موتو " و "جوي" و "بيغاسوس" وفي النهاية ينجح الفرعون يوجي بمساعدة الاهرام المصرية وفرسان اطلانطس الثلاثة من هزيمة الثعبان الهائل الوحش المحتجز داخل الخاتم وبذلك يحرر دارتز من الشر ويعيد كل الاطياف التي سلبها الخاتم الملعون يعيده الي عائلته كريس ابنته وليون هارت والده في عالم الاطياف

### الموسم الخامس
عدد الحلقات حسب التقسيم الإنجليزي 40 حلقة تبدء من الحلقة رقم 186 الي 224
تم عرض ذلك الموسم في اليابان علي قناة طوكيو تي في من 24 ديسمبر 2003 حتي 29 سبتمبر 2004 
وعلي في أمريكا علي قناة ورنر بروس كيدز من 27 أغسطس 2005 حتي 10 يونيو 2006
ينقسم هذا الموسم الي جزئين الأول تحت اسم بطولة كايبا الكبري وهذه تحكي بطولة انشائها سيتو كايبا تحت اسم بطولة كايبا الكبري أو كي سي جراند براكس يتم تخريبها من قبل مبارز ماهر يدعى زجفريد لوايد، يستخدم مهاراته في القرصنة في محاولة لإثارة الانتقام من كايبا وتنتهي تلك البطولة بفوز ليون ويلسون وحفاظ يوغي موتو علي لقب ملك الالعاب.
الجزء الثاني يحكي عن صراع "الفرعون" اتيم الذي يقاتل يامي باكورا لإنقاذ العالم بهزيمة وحشه المظلم المعروف ايضاًَ باسم الإله الشرير زورك نيكروفورس سيد الفوضي، بينما يسافر يوجي وأصدقائه في عالم الذاكرة لاكتشاف اسم فرعون الحقيقي، والذي يؤدي في النهاية إلى مبارزة النهائية بين يوجي وفرعون والتي تعد بمثابة التحدي النهائي وينتهي ذلك الجزء بدفن قطع الالفية والحجر المفقود وصرح الفرعون كي لايعود الشر من جديد في النسخة اليابانية يعود يوغي الي وطنه ومعه اصدقائه وهو يقول ان المغامرات لن تنتهي بعد.

### الوحوش المكبسلة
هذه حلقات عددها 12 حلقة عرضت في أمريكا من فترة 8 سبتمبر 2006 حتي 25 نوفمبر 2006 فبذلك يعتبر الموسم الخامس في أمريكا 52 حلقة بدلا من 40 حلقة لا علاقة لها باحداث الموسم الخامس ولكن تعتبر كحلقات اضافية التي تفصل بين بطولة كايبا الكبري والمعركة الاخيرة في الموسم الخامس مسلسل تلفزيوني لم تدبلج إطلاقًا في اليابان، على الرغم من حقيقة أنه تم انتاجه بواسطة استوديو جالوب، الاستوديو الذي قام بانتاج انمي يوغي يو مبارزة الوحوش يحكي هذا الجزء عن صراع يوغي واصدقائه الذين ذهبوا الي عالم الوحوش المكبسلة وصراعهم الكبير ضد الشرير الكسندر

## الأصوات
- عبدو حكيم - يوغي موتو، يامي، يوغي/الفرعون
- بديع أبو شقرا - جوي ويلر
- فادي الرفاعي - سيتو كايبا
- حسن حمدان - ريو باكورا، سولومون موتو ، ماكسيميليون بيجاسوس
- نبيل عساف - تريستن تيلر
- إيمان بيطار - تيا غاردنر، موكوبا كايبا
- ديانا إبراهيم
- شادي حداد
- نيكول سابا - ماي فالنتاين
- سهير نصر الدين
- لارا حتى
- نيفين السيد
- علي حجازي
- حنان مقلد
- لارا عواضة
- فؤاد شمص - جوي ويلر، مريك إتشار، ريو باكورا (غير مدرج)
- هشام أبو سليمان - جوي ويلر (غير مدرج)
- عدي رعد - دارتز (غير مدرج)

## الفروق بين الأنمي الياباني والدوبلاج الإنجليزي والعربي
تستند الدبلجة العربية إلى النسخة المحورة التي أنتجتها شركة فور كيدز بالإنجليزية. تم تغيير بعض عناصر الحبكة مثل موت المبارزين وازالة البنادق والاسلحة ومشاهد الدماء والمشاهد ذات الايحائات الجنسية والعلامات الغريبة فمثلا في ورقة مثل ولادة الوحوش تمت ازالة علامة مفتاح الحياة أو العنخ واستبدلها بعلامة اخري
و بالإضافة الي الرموز التي تشير للمسيحية في حلقات يوغي ضد اركينا استخدم اركينا ورقة للقبض علي فارس الظلام تشبه الصليب واستبدلت بشكل اخر
يبلغ عمر الفرعون في النسخة الاصلية 3000 عام وفي الدبلجة العربية عمر الفرعون 5 آلاف سنة
بالإضافة إلى عناصر مهمة من القصة تم تحريفها، وأتيم التي ترجمت بالعربية إلى فرعون أو الي القائد في الموسم الثاني
يوغي موتو: اسمه باليابانية الأصلي أيضا يوغي، جوي ويلر: اسمه باليابانية الأصلي جونوتشي، تيا جادنر: اسمها بالياباني الأصلي أنزو مازاكي ترستن تايلور: اسمه باليابانيه الأصلي هونداهيروتي ماريك: اسمه باليابانية مالك ايشتار اشيزو اشتار: اسمها باليابانية ايزيس اشتار وسيرنيتي ويلر اسمها في اليابانية شيزوكا وبعض الأسماء ظلت كما هي مثل بيغاسوس وكايبا وموكوبا كايبا وربيكا هوكنز ودارتز وباكورا وشادي.
وقد تم تقطيع الكثير من المقاطع في النسخة الإنجليزية.. وتغيرت المؤثرات.. بالإضافة إلى تغيير اسم لعبة الظلام إلى لعبة الظل.
في النسخة اليابانية من المستطيل الصغير الذي يعرض نقاط الحياة لكل حرف والهجوم الخاص بالوحش والدفاع بلون مختلف، مع وجود عبارات غير مضمنة في الدبلجة العربية. المستطيل رمادي، وبالنسبة لنقاط الحياة، فإنه يحتوي على "LP" فوق الرقم، في حين أن نقاط الوحش، لها (باللغة اليابانية) كلمات على يسار الرقم تعني الهجوم والدفاع
تمت تعديل اسم الالهة المصرية "تنين رع المجنح واوبليسك المعذب واوزوريس التنين السماوي " لسلايفر التنين الفضائي / سلايفر تنين السماء والعملاق المعذب \المسلة القاهرة وتنين رع المجنح " تحت اسم الاهرام المصرية أو الوحوش المدمرة
و تمت ازالة الجزء الذي يصف احداث الحلقة التالية وأغنية الشارة اليابانية وتم استبدلها بشارة موسيقية فقط رغم انه كان من الممكن دبلجتها للعربية

## وصلات خارجية
- يوغي يو! على موقع IMDb (الإنجليزية)
- يوغي يو! على موقع نتفليكس (الإنجليزية)
- يوغي يو! على موقع كينوبويسك (الروسية)
- يوغي يو! على موقع قاعدة بيانات الفيلم (الإنجليزية)
- يوغي يو! على موقع ANN anime (الإنجليزية)